# Aeroport de Casablanca Tit Mellil
L'aeroport de Casablanca Tit Mellil (àrab: مطار الدار البيضاء تيط مليل, maṭār ad-Dār al-Bayḍāʾ Tīṭ Mallīl) (codi OACI: GMMT) és un aeroport situat a Tit Mellil, Marroc, vora Casablanca.
És un aeroport petit que es troba a uns 30 quilometres (19 mi) de Casablanca.